# Bisbat de Dorpat

Escut de la diòcesi

La diòcesi de Dorpat (estonià: Tartu piiskopkond; llatí: Dioecesis Tarbatensis) és una seu suprimida de l'Església catòlica a Estònia.

## Territori
La diòcesi s'estenia a la regió sud-oriental de l'actual Estònia, que a la baixa edat mitjana formava part de la Confederació de Livònia.
La seu episcopal era la ciutat de Dorpat, on avui es troben les runes de la catedral dedicada a Sant Pere.

## Història
La diòcesi va ser erigida a inicis del segle xiii.
El seu primer bisbe, el cistercenc Teodorico (Dietrich), posà la seu episcopal a Leal, a l'oest del país. El seu successor, Hermann, la traslladà a Dorpat, al sud-est de l'actual Estònia. El Papa Innocenci IV confirmà aquest trasllat el 5 de febrer de 1254.
Originàriament era sufragània de l'arquebisbat de Lund, però al 1253 Dorpat passà a formar part de la província eclesiàstica de l'arquebisbat de Riga.
Els bisbes de Dorpat exercien tant el poder religiós com el civil, en quant es tractava d'un principat eclesiàstic independent.
El bisbe Hermann von Buxhoeven està entre els més bisbes-prínceps més famosos de Dorpat per haver conduït les tropes de l'orde Teutònic contra les forces del príncep Alexandre Nevski de Nóvgorod a la batalla del Llac Peipus el 5 d'abril de 1242.
El darrer bisbe en comunió amb la Santa Seu va ser Hermann Weiland, deposat pels russos el 23 d'agost de 1558 deportat a Rússia i mort al juny de 1563.

## Cronologia episcopal
- Dietrich, O.Cist. † (30 d'octubre de 1213 - 18 de juliol de 1218 mort)
- Hermann von Buxhoeven † (1219 - 1245 renuncià)
- Bernhard † (1245 - 1254)
- Alexander † (1263 - 18 de febrer de 1268 mort)
- Friedrich von Haseldorf † (1268 - 4 de desembre de 1285 mort)
- Bernhard † (abans de 12 de febrer de 1289 - després de 1299 mort)
- Dietrich von Vischhausen † (1303 - 1312 mort)
- Nicolaus, O.P. † (15 de gener de 1313 - 1319/1321 mort)
- Engelbert von Dahlen † (26 de novembre de 1323 - 18 d'octubre de 1341 nomenat arquebisbe de Riga)
- Wessel † (25 de setembre de 1342 - ? mort)
- Johann von Vischhausen † (23 d'octubre de 1346 - ? mort)
- Heinrich de Velde † (5 de setembre de 1373 - 1378 mort)
- Dietrich Damerau † (21 de desembre de 1378 - 1400 renuncià)
- Heinrich Wrangel † (15 de desembre de 1400 - després de 5 de juny de 1403 mort)
- Bernhard † (7 de gener de 1411 - abans de 1413 mort)
- Dietrich Ressler † (14 d'abril de 1413 - 1426 mort)
- Dietrich Gronow † (16 de febrer de 1427 - 1438 mort)
- Bartholomaeus Sawijerwe † (17 de març de 1443 - 1457 mort)
- Helmich † (22 de desembre de 1459 - ? renuncià)
- Andreas † (5 de desembre de 1468 - 1473 mort)
- Johann Bertkow † (6 de juny de 1473 - 1484 mort)
- Dietrich Hake † (18 de juliol de 1485 - 1499 mort)
- Johann Buxhöwden † (20 de març de 1499 - 1503 mort)
- Gerhard Schwut † (22 de desembre de 1505 - 1514 mort)
- Johann Duisburg † (15 de maig de 1514 - 1514 mort)
- Christian Bomhower † (30 d'octubre de 1514 - ? mort)
- Johann Blankenfeld † (19 de juny de 1518 - 29 de juny de 1524 nomenat arquebisbe de Riga)
- Johann Gellingshausen † (16 d'agost de 1532 - després del 9 de març de 1543 mort)
- Jobst von der Reck † (21 d'abril de 1544 - 1552 renuncià)
- Hermann Weiland, O.Cist. † (25 de juny de 1554 - juny de 1563 mort)